# Peguyangan Kaja
Peguyangan Kaja is een bestuurslaag in het regentschap Denpasar van de provincie Bali, Indonesië. Peguyangan Kaja telt 7850 inwoners (volkstelling 2010).